# Zvi Zamir
Zvi Zamir (nacido como Zvicka Zarzevsky; 3 de marzo de 1925-2 de enero de 2024) fue un militar y espía israelí, director del Mosad (1968-1974), y llegó a ser mayor general de las Fuerzas de Defensa de Israel.

## Biografía
Nacido en Polonia, Zamir emigró con su familia al entonces Mandato británico de Palestina cuando solo tenía siete meses. A la edad de 18 años, Zamir comenzó su carrera militar, primero como soldado para las fuerzas de Haganá, una unidad que incluía a futuros líderes israelíes como Moshé Dayán y Yitzhak Rabin.   

## Puestos en la FDI
Durante la Guerra árabe-israelí de 1948, Zamir luchó en las recién creadas Fuerzas de Defensa de Israel (FDI) como líder de pelotón de infantería. Después de la guerra, continuó ascendiendo en la cadena de mando, convirtiéndose en un piloto de reconocimiento con licencia para la rama de Artillería, y finalmente fue ascendido a comandante del Comando Sur, su último puesto en las FDI, antes de ser nombrado en 1966 director del Mosad, cuando fue nombrado agregado militar en Londres.

## Mosad
Durante su mandato en el Mosad, ayudó a llevar a cabo la Operación Ira de Dios, la respuesta israelí a la Masacre de Múnich, y se ocupó del período previo y posterior a la guerra de Yom Kipur en 1973. Después de que el Gobierno alemán se negara a aceptar un equipo israelí durante la crisis de los rehenes de Múnich, Zamir fue enviado a observar cualquier actividad. Estaba en la base aérea de Fürstenfeldbruck la noche en que el fallido intento de rescate dejó muertos a los nueve rehenes israelíes restantes.
Zamir fue entrevistado sobre el incidente en 1999 cuando habló con el productor de Un día en septiembre, un documental sobre la masacre. En él, criticó duramente el esfuerzo de rescate alemán por su total falta de coordinación. Anteriormente había sido entrevistado sobre este tema para la cadena NBC durante su cobertura de los Juegos Olímpicos de Barcelona 1992, y desde entonces habló de la masacre en varias ocasiones. 
Residía en Zahala, un barrio en el norte de Tel Aviv. Murió el 2 de enero de 2024 a los 98 años.

## Publicidad
Zvi Zamir fue interpretado por el actor Ami Weinberg en la película Múnich del año 2005 por el director de cine Steven Spielberg.
Sus memorias se publicaron en hebreo en el año 2011 con el título Con los ojos abiertos.

## Otras lecturas
- Medidas preventivas: Documental a Zamir de 2006.
- Un día en Septiembre, de 1999 documental de Kevin Macdonald.[11]
- Kidon Los Verdugos Del Mossad.[12]